# Flugplatz Scharnstein

i7
i11
i13
Der Flugplatz Scharnstein (ICAO-Code: LOLC) ist ein ziviler öffentlicher Sportflugplatz im oberösterreichischen Traunviertel. Er liegt etwa einen Kilometer westlich von Scharnstein neben der Scharnsteiner Straße. Der Flugplatz wird betrieben vom ASKÖ Flugsportverein Linz.
Der Flugplatz weist eine Graspiste auf. Im Hangar können – paarweise übereinander – 4 Segelflieger und Motorsegler untergebracht werden.

## Geschichte
- Um 1981 hatte das Luftbildunternehmen aircolor, Bregenz zeitweise einen der damals 4 in Österreich etwa in den Monaten Mai–Oktober für die Firma fliegenden Helis stationiert.
- 2002 und einige weitere Jahre wurde hier vom Waldrappteam[2] mit Ultraleicht-Fluggeräten versucht, Waldrappen das Fliegen und Ziehen zu trainieren, mit dem Ziel der Auswilderung.[3]
- Juni 2009 bis 3. Oktober 2010 hatte ein Rettungshubschrauber von FlyMed in Scharnstein seine Abflugbasis.[4]
- Seit 21. Oktober 2017 ist hier der Rettungshelikopter Martin 3 von Heli Austria am Platz stationiert,[5] er flog zuvor seit etwa Juli vom Flugplatz Wels etwa 200 Einsätze.[6]

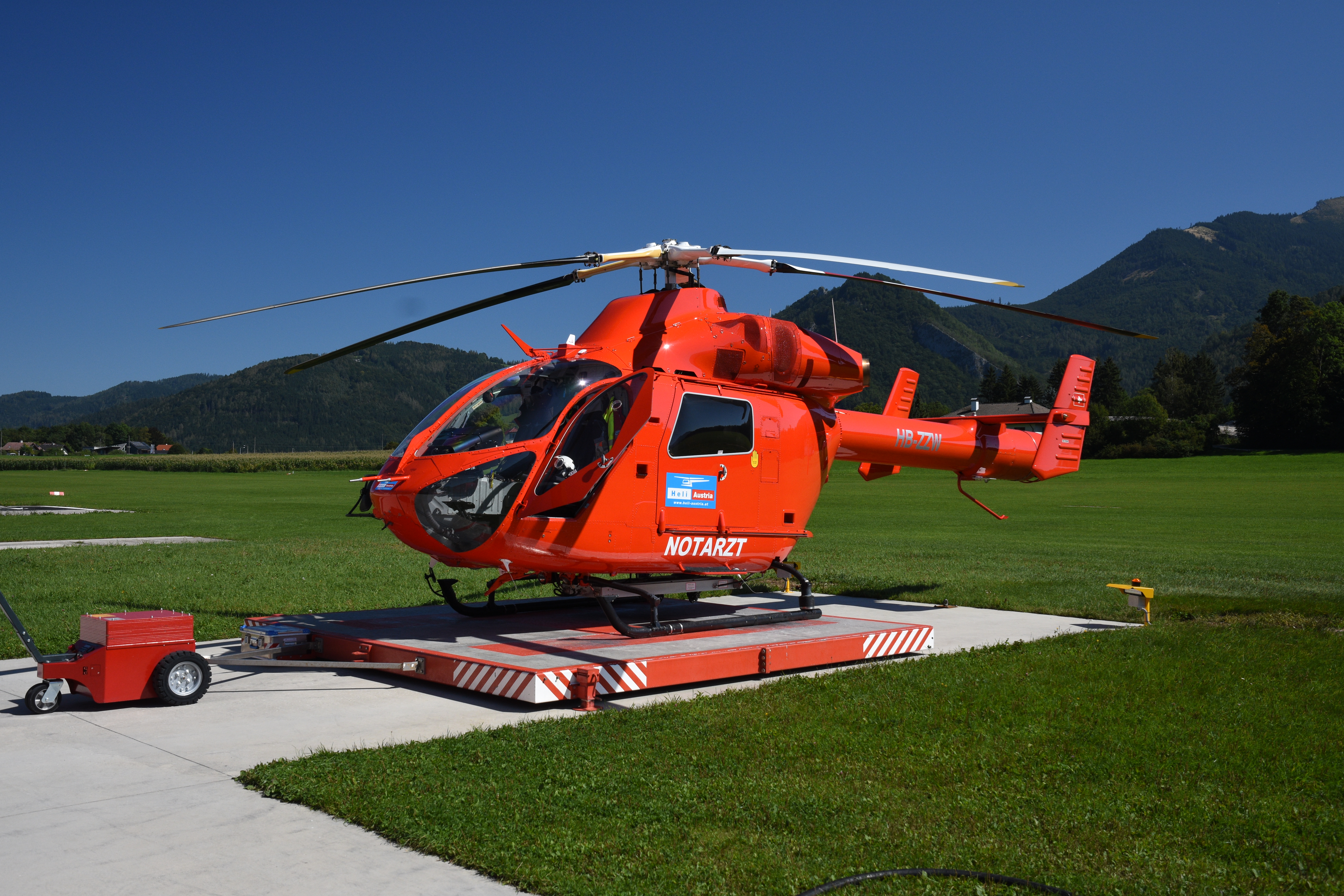
Martin 3 – Scharnstein